# أوليفر روث
أوليفر روث (بالألمانية: Oliver Roth)‏ هو لاعب كرة الريشة ألماني، ولد في 1 يونيو 1986 في ميونخ في ألمانيا.

## وصلات خارجية
- أوليفر روث على موقع BWF.tournamentsoftware.com (الإنجليزية)
- أوليفر روث على موقع BWFbadminton.com (الإنجليزية)